# 딸림 모음
딸림 모음(inherent vowel)이란 아부기다 문자의 특징으로 자음자에 기본적으로 딸려 있는 모음을 말한다. 브라프미 문자군(인도계 문자)의 가장 큰 특징이며, 대표적 딸림 모음은 단모음 -a이다. 딸림 모음은 모음 -a를 많이 쓰는 인도계 언어의 특징이 문자에 반영된 결과이다. 딸림 모음을 빼고 자음음소만을 나타내거나, 다른 모음을 표시할 때는 자음소거부호나 별도의 모음부호가 쓰인다.